# Mircea Curelea
Mircea Curelea (n. 1 octombrie 1929, Hoghilag, județul Sibiu - d. 2 noiembrie 1999, Sighișoara) a fost un senator român în legislatura 1990-1992, ales în județul Sibiu pe listele partidului PNL. În cadrul activității sale parlamentare, Mircea Curelea a fost membru în grupurile parlamentare de prietenie cu Republica Federală Germania, Republica Portugheză, Republica Italiană și Republica Chile.  Mircea Curelea a fost membru în comisia de redactare a proiectului Constituției României.